# Desa Sruwuhdukuh
Desa Sruwuhdukuh är en administrativ by i Indonesien.   Den ligger i provinsen Jawa Tengah, i den västra delen av landet, 400 km sydost om huvudstaden Jakarta.